# Indoktrinacija
Indoktrinácija je proces, s katerim se posamezniku vceplja ideje, stališča, kognitivne strategije ali poklicne metodologije (glej doktrina). Ljudje so družbena živalska vrsta, ki jo kulturni kontekst neizbežno oblikuje, zato je določena stopnja indoktrinacije implicirana v odnosu med staršem in otrokom in ima bistveno funkcijo pri oblikovanju stabilnih skupnosti skupnih vrednot.
Natančna meja med izobraževanjem in indoktrinacijo je pogosto v očeh opazovalca. Nekateri ločijo indoktrinacijo od izobraževanja na podlagi tega, da se od indoktrinirane osebe pričakuje, da ne bo dvomil ali kritično preučil nauka, ki se ga je naučil. Kot tak se izraz lahko uporablja slabšalno ali kot modna beseda, pogosto v okviru političnih mnenj, teologije, religiozne dogme ali proti-religijskih prepričanj. Sama beseda je nastala v svoji prvi obliki v 1620-ih kot endokrinata, kar pomeni »učiti« ali »poučevati«, povzeta po francoščini ali latinščini. Beseda je dobila pomen navdajanja z idejo ali mnenjem v 1830-ih.
Izraz je tesno povezan s socializacijo; vendar je v skupnem diskurzu indoktrinacija pogosto povezana z negativnimi konotacijami, medtem ko socializacija deluje kot generični deskriptor, ki ne prinaša nobene posebne vrednosti ali konotacije (nekateri se odločajo, da bodo socializacijo slišali kot svojstveno pozitiven in potreben prispevek k družbeni ureditvi, drugi pa so se odločili, da socializacijo slišijo kot predvsem instrument družbenega zatiranja). Vprašanja doktrine (in indoktrinacije) so bila v človeški družbi sporna in ločena že od antike. Izraz, pripisan Titu Lukreciju Karu v prvem stoletju pred našim štetjem quod ali cibus est aliis fuat acre venenum (kar enim jed, je drugim grenki strup), je še vedno pomemben.

## Verski kontekst
Verska indoktrinacija, kot prvotni pomen indoktrinacije, se nanaša na postopek podeljevanja nauka na avtoritativen način, kot v katekizmu. Večina razodetvenih religij poučuje nove člane o načelih religije; Tega religije zdaj običajno ne označujejo kot indoktrinacija, deloma zaradi negativnih konotacij, ki jih je beseda pridobila. Misteriozne religije zahtevajo obdobje indoktrinacije, preden omogočijo dostop do ezoteričnih znanj. (prim. varnost informacij)
Kot pejorativni izraz indoktrinacija pomeni prisilno ali prisilno prisiljevanje ljudi, da delujejo in razmišljajo na podlagi določene ideologije. Nekateri posvetni kritiki menijo, da vse religije indoktrinirajo svoje privržence kot otroke, obtožba pa je podana v primeru verskega ekstremizma. Sekte, kot je scientologija, uporabljajo osebnostne teste in medsebojne pritiske za indoktrinacijo novih članov. Nekatere religije imajo obrede za otroke, stare 13 let in mlajše, na primer Bar Mitzvah, Potrditev in Shichi-Go-San. V budizmu templjevce spodbujajo, naj sledijo veri že v mladih letih. Nekateri kritiki religije, na primer Richard Dawkins, trdijo, da so otroci verskih staršev pogosto nepravično indoktrinirani.

## Politični kontekst
Toda indoktrinacija se lahko zgodi in se pogosto zgodi z veliko večjo močjo v nereligioznem ali proti-religijskem kontekstu. Tako je na primer, v 20. stoletju večina socialističnih držav vzhodne in srednje Evrope, kot tudi Jugoslavija in z njo Slovenija, vodila programe državne ateistične indoktrinacije značilne za totalitarne režime, da bi svojemu prebivalstvu privzgojila marksistični materializem. Otroci in mladina so bili od vrtca naprej indoktrinirani z raznimi oblikami ateizma, vernost prebivalstva pa je bila označena kot nazadnjaška in diskreditirana v duhu marksistične opredelitve vere, kot »opija za ljudstvo«. Poleg politično usmerjenih šolskih predmetov (npr. »Samoupravljanje s temelji marksizma« v Sloveniji) in dodatnih programov indoktrinacije mladine (državni tekmovalni program »Tito - revolucija - mir«, številne proslave revolucionarnih praznikov z ideološkimi vsebinami) so bile vse šolske vsebine kot družba na vseh drugih nivojih, umetnosti, kulture, športa prežete z ideologijo socializma, marksizma in diskreditacije kapitalizma ter prostega trga.
Omenjanje verskih praznikov in obredov pa je bilo pregnano iz javnega govora ter medijev, predvsem v obliki samo-cenzure. Vero se je opredelilo kot »zasebno zadevo«, kar nakazuje na toleriranje le v zasebnem življenju. V nekaterih bolj diktatorskih državah je pregon vernikov mnogo ostrejši. V drugi polovici osemdesetih let se z demokratizacijo javnega življenja v socialističnih državah vrača bolj pluralen odnos do verskega življenja in vernikov.
V splošnem političnem kontekstu, se indoktrinacije pogosto analizirajo kot orodje razrednega boja, kjer so institucije države označene kot »zarote«, da se ohrani status quo. Konkretno so javni izobraževalni sistem, policija in ustanove za duševno zdravje pogosto navedeni način delovanja javnega pomirjanja. V skrajnem primeru je lahko vpletena celotna država. V knjigi Georgea Orwella 1984 so bile famozno poudarjene eksplicitne, državno pooblaščene propagandne pobude, značilne za totalitarne režime. Mnenja se razlikujejo glede tega, ali so druge oblike vladanja manj doktrinarne narave ali zgolj dosegajo iste cilje z manj očitnimi metodami.